# Lavariano
Lavariano (Lavarian in friulano) è una frazione di Mortegliano in provincia di Udine. Lavariano ha molti luoghi importanti per la storia e per la cultura, per esempio il campanile e la pista di volo che venne creata e utilizzata nella seconda guerra mondiale.

## Monumenti e luoghi d'interesse

### Chiesa parrocchiale
La chiesa parrocchiale di Lavariano è dedicata a San Paolo di Tarso. 
La prima chiesa di Lavariano di cui si hanno notizie venne edificata nel Medioevo. 
L'attuale parrocchiale fu costruita nel XVIII secolo e consacrata il 5 agosto 1781. Nel 1914 vennero edificati il presbiterio e la sagrestia.
La fontana, sita in piazza San Paolino, è probabilmente ispirata ai lavori di Gianlorenzo Bernini, in particolare la fontana di Monteranum.